# Petworth
Petworth är en småstad och civil parish i grevskapet West Sussex i sydöstra England. Staden ligger i distriktet Chichester, cirka 20,5 kilometer nordost om Chichester. Tätorten (built-up area) hade 2 593 invånare vid folkräkningen år 2021.
I staden ligger byggnaden Petworth House.